# Victorgorgia josephinae
Victorgorgia josephinae is een zachte koraalsoort uit de familie Anthothelidae. De koraalsoort komt uit het geslacht Victorgorgia. Victorgorgia josephinae werd in 2002 voor het eerst wetenschappelijk beschreven door Lopez Gonzalez & Briand. 